# Савинский цементный завод
Савинский цементный завод — предприятие по производству цемента в Архангельской области.  Полное название — закрытое акционерное общество «Савинский цементный завод». Место расположения — посёлок городского типа Савинский (Плесецкий район).
В 1932 году в бассейне верховий реки Емцы были открыты большие запасы известняков. В 1957 году, на основании планового задания Совета народного хозяйства Архангельского экономического административного района, было составлено проектное задание на строительство в Плесецком районе цементного завода. До этого, в ноябре 1956 года, Государственная комиссия по запасам полезных ископаемых окончательно утвердила запасы Савинского месторождения известняков (при промышленной эксплуатации примерно на 100—150 лет). Весной 1959 года началось строительство нулевого цикла завода. Свою первую продукцию завод выпустил 26 декабря 1966 года, когда была введена в эксплуатацию первая технологическая линия по производству цемента мощностью 310 тысяч тонн в год. В 1967 году — пуск второй технологической линии, в 1983 году — третьей, а в 1984 году была принята в эксплуатацию четвёртая технологическая линия, после пуска которой производственная мощность завода достигла 1293 тысяч тонн цемента в год. Савинский цементный завод стал первым предприятием в Архангельской области, освоившим производство цемента. Мощность предприятия достигала 1,419 млн тонн цемента в год.
Строительство Савинского цементного завода позволило решить многие экономические задачи, стоящие перед предприятиями не только Архангельской области, но и других регионов страны. Для обслуживания предприятия был создан благоустроенный посёлок городского типа Савинский.
В 2001 году «Савинский цементный завод»  вошёл в состав Группы "ШТЕРН Цемент", а с 2002 года завод является бизнес единицей  международного промышленного холдинга «Евроцемент груп», в результате чего местный бюджет лишился налоговых поступлений.
После смены собственника на заводе был проведён полный регламент ремонтного обслуживания, внедрено энергоэффективное оборудование, выполнены реконструктивные и природоохранные работы.
С 1 января 2010 года, в связи с падением спроса на цемент, уменьшением цены потребления, большой удалённостью от основных рынков сбыта продукции (ок. 1100 км), а также в связи с перепроизводством цемента в Российской Федерации, производство цемента на заводе приостанавливалось из-за неконкурентоспособности ЗАО «Савинский цементный завод».
Савинский цементный завод может выпускать различные типы цемента, включая весь общестроительный спектр вяжущих материалов для строительства. Продукция завода применяется для производства монолитного и сборного железобетона в жилищном, промышленном, дорожном, шахтном строительствах, в подземных и гидротехнических сооружениях, для приготовления кладочных и штукатурных растворов.
Савинский цементный завод из года в год подтверждает отличные показатели в области качества цемента. В арсенале завода 13 знаков качества национальной программы «Всероссийская марка (III тысячелетие). Знак качества XXI века» разных достоинств, дипломы  федеральной программы «100 лучших товаров России» и регионального конкурса «Архангельское качество».
Продукция Савинского цементного завода направлялась в Московскую, Ленинградскую, Костромскую, Вологодскую, Архангельскую, Мурманскую, Кировскую, Новгородскую, Ярославские области, республики Коми, Карелию.
Савинский цемент использовался для строительства многих объектов социальной сферы и инфраструктуры по всей территории Архангельской области и далеко за её пределами: Государственный испытательный космодром «Плесецк» (Архангельская область), Кольская атомная электростанция (Мурманская область), Морская ледостойкая стационарная платформа «Приразломная» (Печорское море), Загорская гидроаккумулирующая электростанция (Московская область), газопровод «Северный поток» (Nord Stream),  шахты по добыче сульфидных медно-никелевых руд и производству цветных металлов «Кольской горно-металлургической компании» (ОАО ГМК «Норильский Никель»), объекты Северной железной дороги (ОАО «РЖД»),  ЖК «Славянка» (Санкт-Петербург) и  другие.
Продукция Савинского цементного завода сначала отгружалась на другое дочернее предприятие «Евроцемент груп» в Вологодскую область, а затем направлялась в Московскую, Ленинградскую, Костромскую, Вологодскую, Архангельскую, Мурманскую, Кировскую, Новгородскую, Ярославские области, республики Коми, Карелию.
В связи с запуском программы модернизации Савинского цементного завода в 2014 году производство на предприятии было временно приостановлено. Модернизация производства должна была завершиться к 2018 году. В начале лета 2014 года работникам завода было предложено увольнение по собственному желанию. С 25 ноября 2007 года рабочий день на заводе сократили до 4 часов. К 2016 году Савинский цементный завод не работал уже больше года, предприятие было законсервировано. С  момента закрытия предприятия оно было разворовано «до скелета».
В 2020 году исполняющий обязанности губернатора Архангельской области Александр Цыбульский обратился к нынешним собственникам завода с вопросом о том, каким они видят перспективы предприятия.